# الأشعة الضوئية

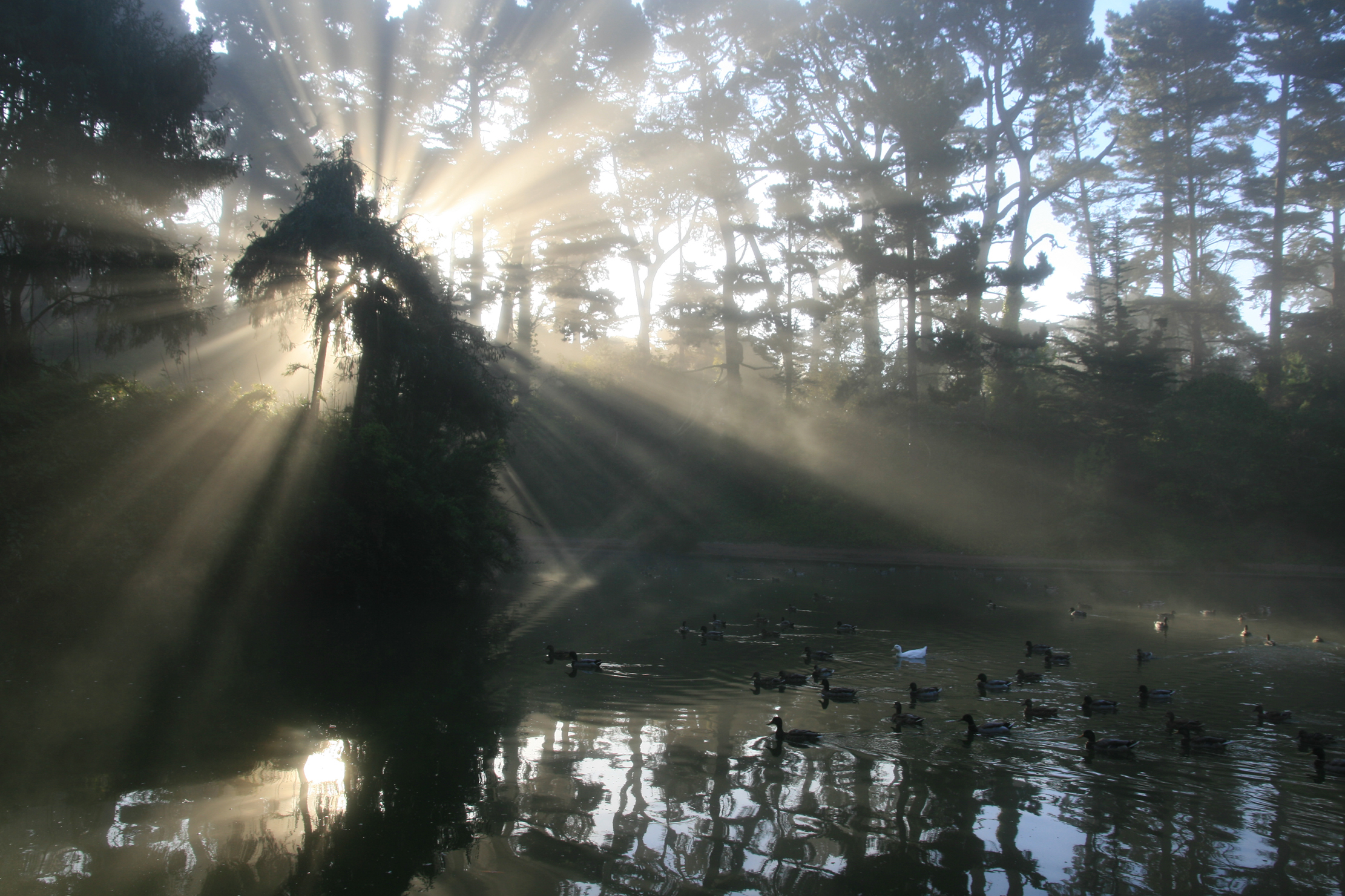

الأشعة الضوئية هي أشعة تبعث من منبع ضوئي ( طبيعي أو صناعي ) وتسدد نحو نقطة واحدة من منبع نقطي أو نحو مجموعة من النقط من منبع غير نقطي.
تصنف الأشعة الضوئية إلى:
حزم ضوئية متوازية:تكون الأشعة الضوئية المكونة لها متوازية توازيا تاما فيما بينها كلما إبتعدت عن المنبع.
حزم ضوئية متقاربة: تكون الأشعة الضوئية المكونة لها متقاربة فيما بينها كلما إبتعدت عن المنبع وتتلاقى في نقطة واحدة قريبة من المنبع.
حزم ضوئية متباعدة:تكون الأشعة الضوئية المكونة لها متباعدة فيما بينها كلما إبتعدت عن المنبع.
و الأشياء التي تبعث الضوء تسمى: أشياء ضوئية أو منابع ضوئية.
نميز نوعين من المنابع الضوئية:
-منابع ضوئية أولية : تنتج الضوء ثم تبعثه في جميع الإتجاهات، وتكون طبيعية مثل الشمس والنجوم أو صناعية مثل المصباح المتوهج أو لهب الشمعة .
-منابع ضوئية ثانوية: تشتت الضوء الذي يصلها من المنابع الضوئية الأولية في جميع الإتجاهات، مثل القمر والمرآة وجميع الأشياء المضيئة من حولنا.